# Vienimi (a ballare)
Vienimi (a ballare) è un singolo del cantante italiano Aiello, pubblicato il 3 luglio 2020.

## Video musicale
Il videoclip, diretto da Giulio Rosati, è stato pubblicato in concomitanza del lancio del singolo sul canale YouTube del cantante ed è stato girato in Calabria.

## Classifiche
| Classifica (2020) | Posizione massima |
| ----------------- | ----------------- |
| Italia            | 37                |